# Julius-Reich-Preis
Der Julius-Reich-Preis wurde in Wien an junge Schriftsteller und Maler vergeben.

## Stifter Julius Reich
Der private Literaturpreis wurde von Kommerzialrat Julius Reich durch eine Testamentsverfügung gestiftet. Reich stammte aus Mähren, Koritschan, war Jude und besaß eine Glasfabrik. Im Alter verlor er sein Gehör. Von akustischen Sinnesreizen ausgeschlossen, beschäftigte er sich mit Bildender Kunst und Literatur. Aus dem Erlös der Versteigerung seiner Bibliothek und seiner Kunstsammlung wurde die „Julius Reich Künstlerstiftung“ und die „Julius Reich Dichterstiftung“ eingerichtet.

## Kuratorium des Preises
Im Kuratorium entschieden zwei Professoren und drei Schriftsteller über die Preisvergabe. Weiters wurde der jeweilige Direktor des Burgtheaters und ein Vertreter der Wiener Schriftstellervereinigung beigezogen.
Im Kuratorium war unter anderem der Münchner Germanist Walther Brecht und der Bruder des Stifters, Emil Reich.

## Preisträger
- 1925: Anton Wildgans[1]
- 1928: Ernst Scheibelreiter für sein Drama Aufruhr im Volk[2]
- 1929: Theodor Kramer, Mela Hartwig
- 1930: Erika Mitterer
- 1930: Georg Merkel (Julius Reich-Künstlerpreis)
- 1933: Friedrich Torberg für sein Werk Der Schüler Gerber hat absolviert und Hans Haidenbauer für seinen Gedichtband Alltag
- 1933: Georg Merkel (Julius Reich-Ehrenpreis)
- 1934: Hilde Spiel, Ernst Waldinger, Ludo Gerwald, Adolf Unger und Herbert Strutz[3]
- 1935: Rudolf Felmayer für das Lyrikwerk Die stillen Götter[4][5] und Hedwig Rossi für das Voltaire-Stück Der Fall Calas
- 1936: Fritz Brainin sowie Hans Leb für seinen Lyrikband Die Anrufung[6]
- 1938: Wilhelm Franke für Wanderer im Waldland[7]

## Liquidierung des Preises
Über das Schicksal des Stiftungsvermögens ist nichts bekannt. Dokumente zur Arisierung wurden im Wiener Stadt- und Landesarchiv nicht gefunden.